# هوينشتاين (تورينغن)
هوينشتاين (Hohenstein) هي بلدة ألمانية تقع في مقاطعة نوردهوزن ، في تورنغن، ألمانيا.